# Clanna Dedad
Clanna Dedad – irlandzka organizacja rodowa zajmująca terytorium zachodniego Munsteru, której grupa rządząca przypisywała sobie pochodzenie od Dedada mac Sin. Z tego rodu wywodzili się królowie Munsteru, zwierzchni królowie Irlandii, dynastia Fergusa I Mora mac Eirc rządząca Dalriadą, dynastia Loarna mac Eirc, z której pochodził m.in. Makbet, słynny król Szkocji. Zaś od tego Fergusa wywodzili się pierwsi królowie Szkocji oraz Stewartowie (Stuartowie), królowie Szkocji i Anglii.
Sercem posiadłości Clanna Dedad było Temair Luachra albo Temuir Erann w zachodnim Munsterze. Obecnie to miejsce jest nieznane, ale wiadomo, że było w pobliżu Castleislandu, gdzie zaczyna się cieśnina Dingle. Tutaj chowano zmarłych członków rodu. Temuir Erann leżało na zboczach Ir-Luachair oraz było centrum Munsteru do czasu, gdy Cashel objęło tę funkcję.
Z Clanna Dedad wywodziło się kilka historycznych ludów, zarówno Irlandii, jak i Szkocji, włączając Dál Riatę, Múscraige, Corcu Duibne i Corcu Baiscind, o których mówi się, że należą do Érainn (Iverni). Prehistoryczny lud Dáirine także podawał się za wywodzący z Clanna Dedad. Ich eponimem miał być Dáire mac Degaid. W późniejszych czasach lud znany jako Corcu Loígde.

## Rodowód
- Ith mac Breogan, stryj Mileda, eponima rodu Milezjan; miał syna:
  - Lugaid, miał córkę i dwóch synów, w tym:
    - Eochaid (Eoin) Brec, miał dwóch synów, w tym:
      - Sithchend (Sithcenn), miał syna:
        - Finn (Find), miał syna:
          - Marthened (Mairtine), miał syna:
            - Roth Ruad, miał syna:
              - Lond, miał syna:
                - Oilioll Laebchuire (Laobchorach), miał trzech synów, w tym:
                  - Oilioll (Ailill) Erann (Erand), przybrany syn Fiachy Fermary, syna arcykróla Aengusa III Tuirmecha Temracha. Stąd w niektórych źródłach jego potomkowie byli określani jako członkowie rodu Milezjan z linii Eremona; miał syna:
                    - Feradach, miał syna:
                      - Forgo, miał syna:
                        - Maine (Mane Mair), miał syna:
                          - Arndil, miał syna:
                            - Rothriun (Rothrein), miał syna:
                              - Triun (Trein), miał syna:
                                - Rosin, miał syna:
                                  - Sin mac Roisin, miał trzech synów:
                                    - Dedad mac Sin, eponim Clanna Dedad
                                    - Eochaid (Echdach/Echach) mac Sin, przodek Dál Fiatach
                                    - Tet, eponim ludu Aos (Aes) Teth